# Julian Korb
Julian Korb (Essen, 21 de março de 1992) é um futebolista profissional alemão que atua como defensor.

## Carreira
Julian Korb começou a carreira no Borussia Mönchengladbach.